# Негулешть (Бакеу)
Негулешть, Негулешті (рум. Negulești) — село у повіті Бакеу в Румунії. Входить до складу комуни Дялу-Морій.
Село розташоване на відстані 220 км на північний схід від Бухареста, 46 км на південний схід від Бакеу, 105 км на південь від Ясс, 106 км на північний захід від Галаца, 144 км на північний схід від Брашова.

## Населення
За даними перепису населення 2002 року у селі проживали 705 осіб, усі — румуни. Усі жителі села рідною мовою назвали румунську.